# 1er régiment de tirailleurs sénégalais
Le 1er régiment de tirailleurs sénégalais (ou 1er RTS) est un régiment français. Il est créé en 1884 à partir des deux bataillons de tirailleurs sénégalais (1857 et 1880), eux-mêmes issus de la Compagnie noire du Sénégal (1820) et de la Compagnie noire de Gorée (1853). Dissous en 1958, lorsque le régiment devient le 61e RIMa. Le 1er régiment interarmes d'outre-mer stationné à Dakar reprend en avril 1965 l'héritage du 1er RTS, jusqu'en 1974.

## Création et différentes dénominations

tirailleur du régiment des tirailleurs sénégalais, 1890.

- 1857: Création du bataillon de tirailleurs sénégalais
- 1880: Création d'un 2e bataillon de tirailleurs sénégalais
- 1884: Création du régiment de tirailleurs sénégalais
- 1900: Création du 1er régiment de tirailleurs sénégalais - Garnison de tradition: Saint-Louis
- 1939: Devient le 1er régiment mobile de tirailleurs sénégalais.
- 1940: Redevient 1er régiment de tirailleurs sénégalais.
- 1958: Dissolution du 1er régiment de tirailleurs sénégalais qui devient le 61e régiment d'infanterie de marine stationné en Mauritanie[1].
- 1er avril 1965 : création du 1er RIAOM, qui reprend l'héritage du 1er régiment de tirailleurs sénégalais jusqu'à sa dissolution le 31 juillet 1974[1].

## Colonels/chef-de-brigade
- 1905-1906 : colonel Caudrelier

## Historique des garnisons, combats et batailles du1erRTS

### Avant 1914

#### Campagne du Soudan
- 1880-1892 - Six compagnies du RTS sont en opérations au Soudan.

Le régiment est décoré de la Légion d'honneur le 14 juillet 1913.

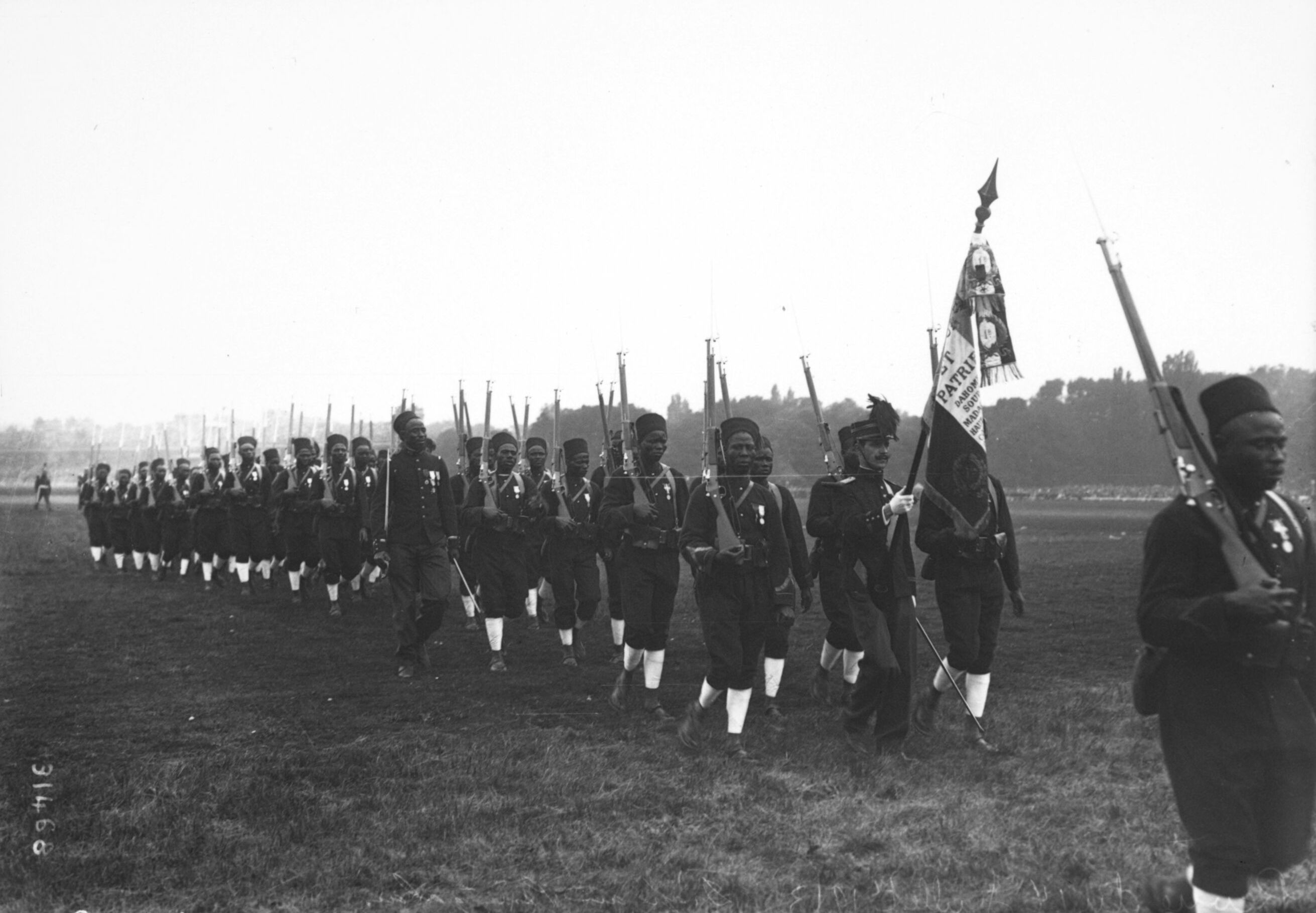
Le 1er régiment de tirailleurs sénégalais à la revue de Longchamp le 14 7 1913.

### Première Guerre mondiale
Le 21 mars 1919, le 43e bataillon de tirailleurs sénégalais, titulaire de quatre citations à l’ordre de l’armée, se voit attribuer la fourragère aux couleurs du ruban de la Médaille militaire. Formation constituée pour le conflit, le bataillon est dissous le mois suivant. Sa Croix de guerre 1914-1918 avec quatre palmes et sa fourragère sont alors transmises au 1er régiment de tirailleurs sénégalais le 28 avril, afin de « reconnaître et récompenser les troupes sénégalaises pendant la guerre actuelle » selon les mots de Georges Clemenceau.
Après la guerre, le régiment reçoit l'inscription Grande Guerre 1914-1918 en mémoire de toutes les unités de tirailleurs engagées dans la guerre.

### Entre-deux-guerres

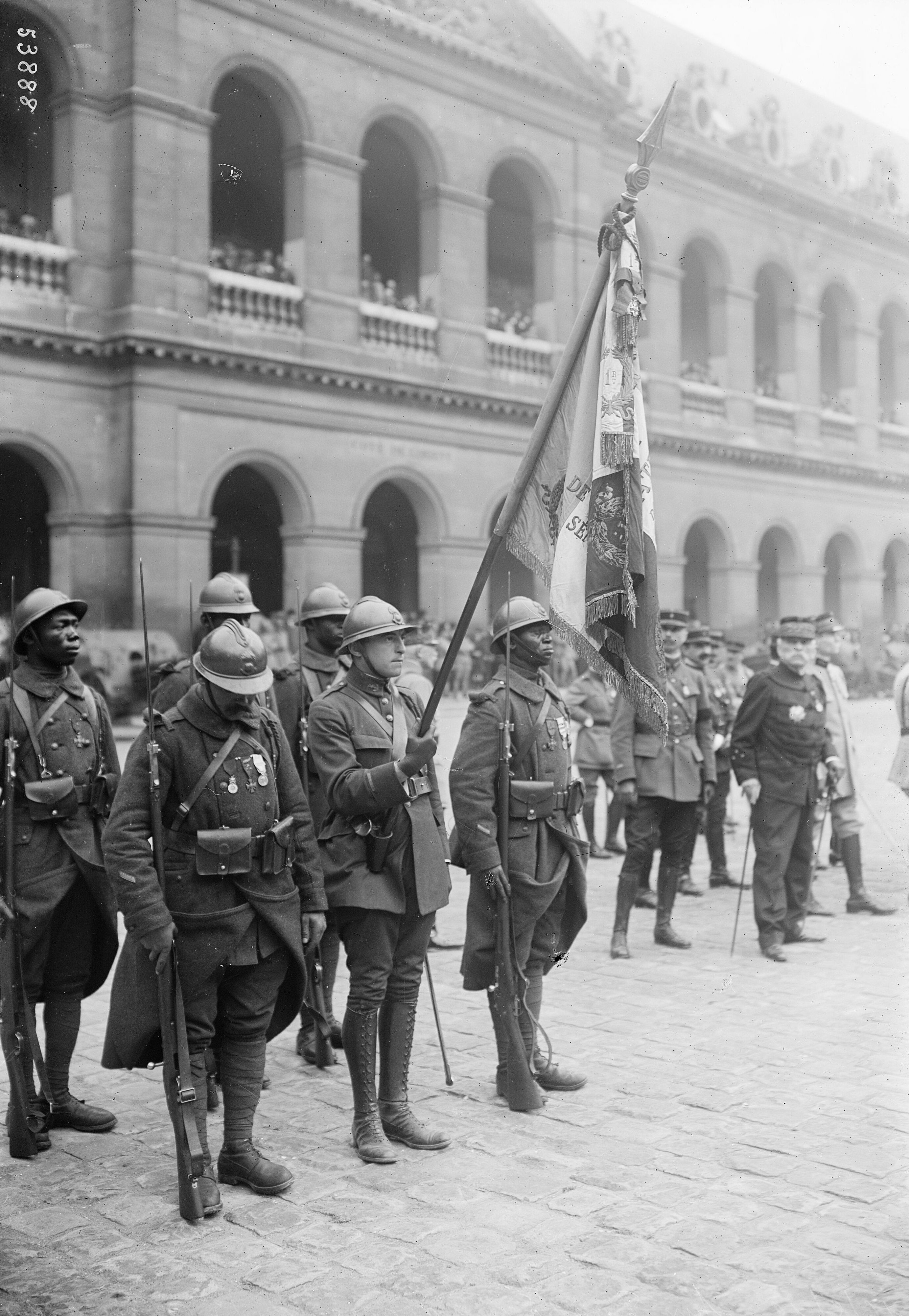
Le drapeau du 1er RTS et sa garde aux Invalides le 16 5 1919.

### Seconde Guerre mondiale
Le 2 septembre 1939, le régiment est renommé 1er régiment mobile de tirailleurs sénégalais. Il est constitué jusqu'en mars 1940 des 1er et 2e bataillons mobiles de tirailleurs sénégalais (BMTS). Une des compagnies du régiment, stationnée en Casamance, donne naissance au 7e BMTS, dissous dès le 31 décembre 1939. Le 1er RTS reprend son nom d'origine le 1er avril 1940.
Fin 1944, le 1er RTS a sa portion centrale à Dakar. Il participe à l’opération de répression de la manifestation du camp de Thiaroye.
Après la guerre, le régiment reçoit l'inscription Guerre 1939-1945 en mémoire de toutes les unités de tirailleurs engagées dans la guerre.

### De 1945 à nos jours
- Le 15 décembre 1999, l'Armée sénégalaise reçoit une réplique du drapeau du 1er RTS[1].

- En 2006, Abdoulaye Wade, président de la République du Sénégal, finance la fabrication d’une nouvelle réplique du drapeau. Destiné à rejoindre le 21e régiment d’Infanterie de Marine à Fréjus, régiment gardien des traditions des troupes indigènes, ce nouveau drapeau doit remplacer le drapeau du 6e RTS, largement marqué par l’usure du temps[5].

Les neuf inscriptions de batailles brodées sur la soie de l’emblème du 1er RTS, la croix de la Légion d’honneur, la croix de guerre avec quatre palmes et la fourragère aux couleurs de la médaille militaire accrochés à sa cravate, témoignent désormais à Dakar comme à Fréjus, des sacrifices consentis par les tirailleurs, les sous-officiers et les officiers, africains et français, frères d’armes, qui ont servi glorieusement au sein de l’armée française pendant plus d’un siècle

## Drapeau
Il porte dans ses plis les inscriptions suivantes :

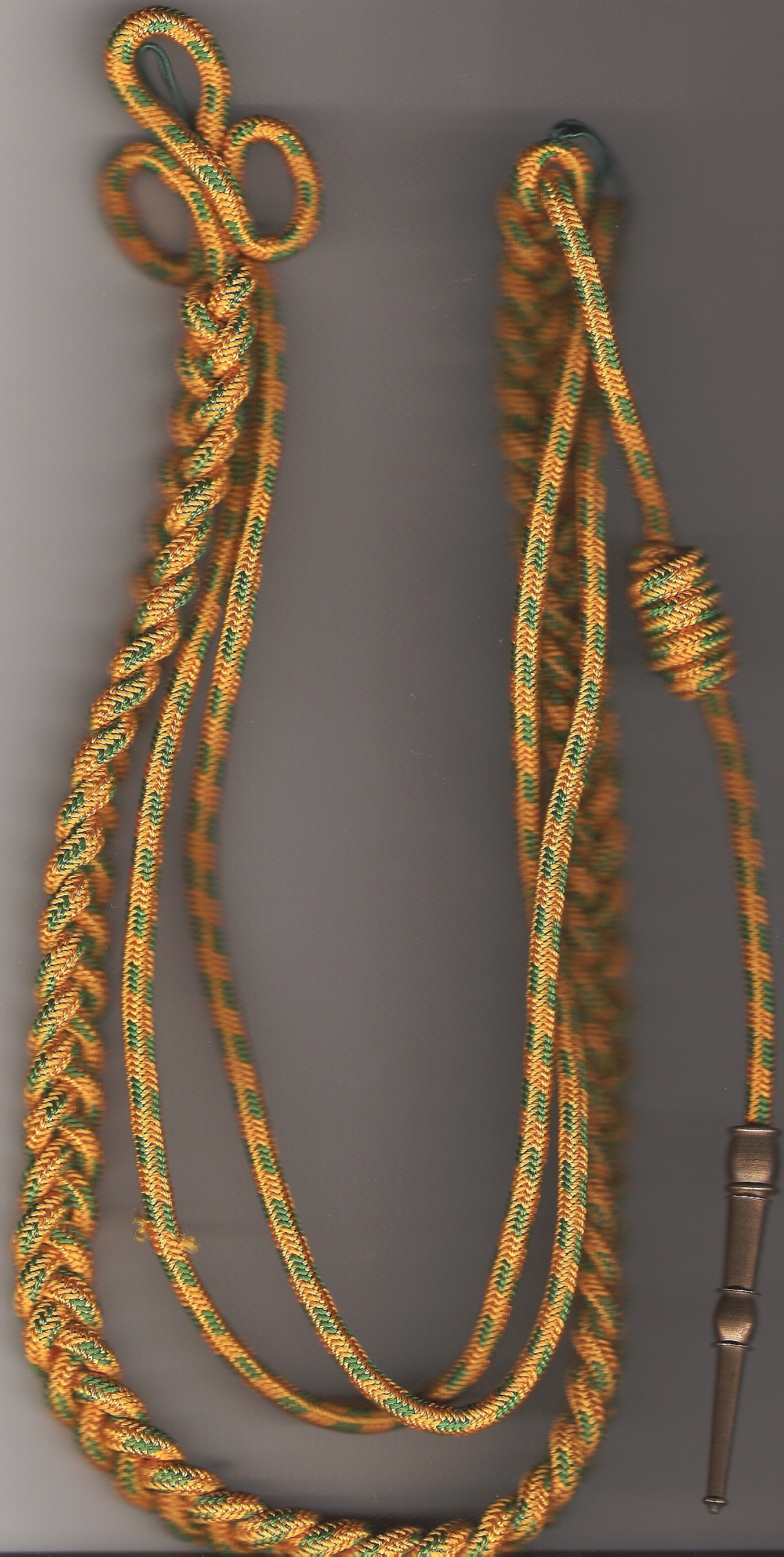
fourragère aux couleurs du ruban de la médaille militaire

- Sénégal-Soudan 1890
- Dahomey 1892
- Côte d'Ivoire 1893-1895
- Madagascar 1895
- Congo-Tchad 1900
- 1904-1913
- Maroc 1908-1913
- Grande Guerre 1914-1918
- Guerre 1939-1945

## Décorations
Le drapeau du 1er R.T.S est décoré de :
- la Légion d'honneur à Longchamp le 14 juillet 1913[7],[8].

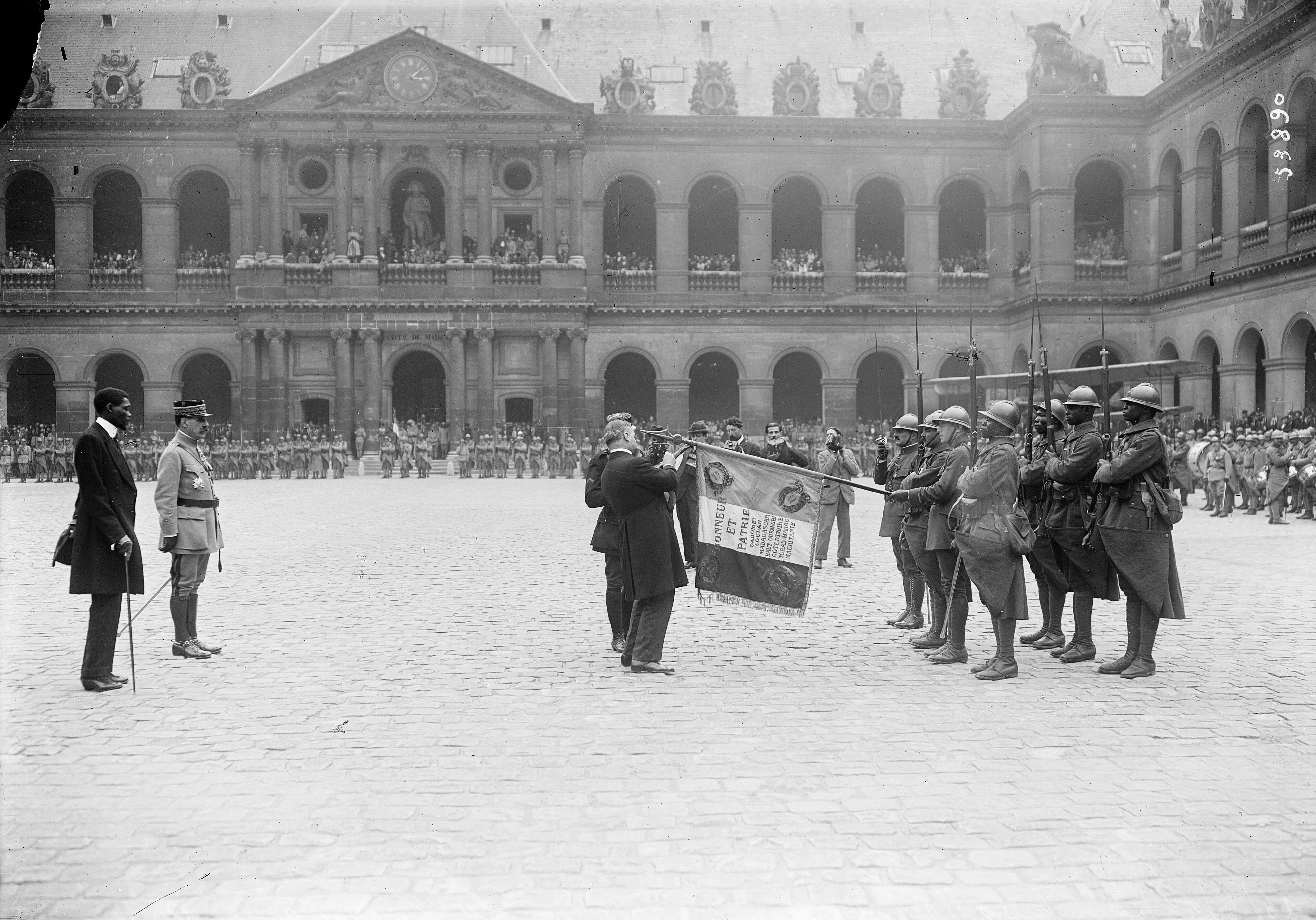
Le ministre des colonies Henry Simon remet la fourragère au drapeau du 1er sénégalais le 16 5 1919 aux Invalides. À gauche, Blaise Diagne Haut Commissaire du gouvernement.

- la Croix de guerre 1914-1918 avec quatre palmes et de la Fourragère aux couleurs du ruban de la Médaille militaire en 1919[9]

Décision conférant la Croix de Guerre avec quatre palmes et la Fourragère aux couleurs du ruban de la Médaille Militaire au drapeau du 1er régiment de tirailleurs sénégalais
«  Les Troupes sénégalaises ont participé d'une façon particulièrement brillante aux opérations de la Grande Guerre. En plus des sénégalais qui servaient sous nos Drapeaux au 2 août 1914, il n'a pas été recruté, de 1914 à 1918, moins de cent quatre-vingt mille militaires indigènes dans l'Ouest Africain, sur lesquels environ cent trente-cinq mille ont été transportés dans la Métropole. Nombreux sont les bataillons sénégalais qui ont été l'objet de citations collectives. Certains de ces bataillons ont été supprimés. Il importe que le souvenir des hauts faits d'armes accomplis par nos Sujets Africains soit perpétué de façon concrète.
[…] le Drapeau du 1er régiment de tirailleurs sénégalais pourrait porter la Croix de Guerre avec quatre palmes et la Fourragère aux couleurs du ruban de la Médaille Militaire, distinctions conférées au 43e bataillon de tirailleurs sénégalais, unité indigène à laquelle ont été attribuées les plus hautes récompenses. La Légion d'Honneur a été décernée le 14 juillet 1913 au Drapeau du 1er régiment de tirailleurs sénégalais pour reconnaître et récompenser les services rendus par les sénégalais pendant la période d'expansion coloniale succédant à la guerre de 1870-1871. La Croix de Guerre et la Fourragère viendront reconnaître et récompenser les Troupes sénégalaises pendant la guerre actuelle. Elles symboliseront le loyalisme et le courage de nos Sujets Africains. »
— Décision conférant la Croix de Guerre avec quatre palmes et la Fourragère aux couleurs de la Médaille Militaire au drapeau du 1er régiment de tirailleurs sénégalais, Ordre Général N° 46 du Général de Division Bonnier, commandant Supérieur des Troupes du Groupe de l'A.O.F., 10 juin 1919

## Insigne
Case, palmier et écu au sigle 1er RTS, sur une ancre posée en biais.

## Personnalités ayant servi au1errégiment de tirailleurs sénégalais
- Pierre Moguez (1913-1982), Compagnon de la Libération.
- Charles N'Tchoréré (1896-1940), capitaine au régiment en 1933.
- Jean-Gabriel Revault d'Allonnes (1914-1994), général français, Compagnon de la Libération.